# NGC 3389
NGC 3389 (NGC 3373) je spiralna galaktika u zviježđu Lavu. Naknadno je utvrđeno je to ista galaktika kao i NGC 3373.

## Vanjske poveznice
- (eng.) SEDS: NGC 3389
- (eng.) Revidirani Novi opći katalog
- (eng.) Izvangalaktička baza podataka NASA-e i IPAC-a
- (eng.) Astronomska baza podataka SIMBAD
- (eng.) VizieR